# Flagi państw świata
Flagi państw – lista flag państwowych obowiązujących we wszystkich państwach, wliczając państwa nieuznawane.
Zgodnie z definicją, flaga to płat tkaniny określonego kształtu, barwy i znaczenia, przymocowywany do drzewca lub masztu. Może on również zawierać herb lub godło danej jednostki administracyjnej. Flagi w obecnej formie były najprawdopodobniej wynalazkiem starożytnych mieszkańców Półwyspu Indyjskiego, lub dzisiejszych Chin. Przedmioty te były jednym z najważniejszych celów w bitwach, gdyż przejęcie flagi skutkowało dezorientacją, jeśli nie porażką przeciwnika. Do Europy symbole te zostały przyniesione prawdopodobnie przez Saracenów; pierwsze flagi narodowe w Europie zostały przyjęte w średniowieczu lub renesansie i zawierały zwykle symbol świętego-patrona kraju (np. Anglia – krzyż świętego Jerzego). Pod koniec średniowiecza flagi utarły się już jako symbole państw.

## Flagi państw uznawanych przez większość członków ONZ
| Państwo                           | Wzór | Opis |
| --------------------------------- | ---- | --- |
| Afganistan                        |      | Flaga Afganistanu została przyjęta 15 sierpnia 2021, po upadku Kabulu, przez rząd talibów. Jest to biały prostokąt o proporcjach 1:2, na którego środku umieszczona jest czarna szahada. Przez inne państwa, takie jak Stany Zjednoczone, oraz organizacje międzynarodowe uznawana jest flaga Islamskiej Republiki Afganistanu, jednak używanie jej w Afganistanie jest surowo karane przez obecne władze. |
| Albania                           |      | Flaga Albanii została przyjęta 22 maja 1993. Jest to czerwony prostokąt o proporcjach 5:8. Na środku umieszczony został czarny, dwugłowy orzeł. Jej początki sięgają średniowiecza, była symbolem Skanderbega, albańskiego bohatera narodowego, który sprzeciwił się Imperium Osmańskiemu. |
| Algieria                          |      | Flaga została przyjęta po uzyskaniu przez Algierię niepodległości, 3 lipca 1962. Jest to prostokąt o proporcjach 2:3, podzielony na dwa pionowe pasy, zielony i biały. Na środku znajduje się czerwony półksiężyc i gwiazda. |
| Andora                            |      | Flaga to prostokąt o proporcjach 2:3, podzielony na trzy pionowe pasy, granatowy, żółty i czerwony, w stosunku 8:9:8. Na środku umieszczony jest herb Andory. Pierwszy raz flaga miała się pojawić w 1866, jednak jej wygląd został ustandaryzowany dopiero w lipcu 1993, kiedy Andora dołączyła do ONZ. |
| Angola                            |      | Flaga Angoli, oparta na fladze przyjętej przez partię MPLA, została ustanowiona 11 listopada 1975 roku. Złożona jest z dwóch równych, poziomych pasów, czerwonego oraz czarnego, a na środku umieszczony jest złoty emblemat, utworzony z maczety, połowy zębatki i gwiazdy. |
| Antigua i Barbuda                 |      | Flaga została zaprojektowana przez Reginalda Samuela i oficjalnie wprowadzona do użycia 27 lutego 1967. Została wybrana w wyniku konkursu. Jest to prostokąt o proporcjach 5:8. Przy drzewcu i w strefie swobodnej znajdują się czerwone trójkąty, a na środku trójkątna strefa złożona z trzech pasów, czarnego, niebieskiego i białego. Na czarnym pasie znajduje się żółte słońce. |
| Arabia Saudyjska                  |      | Flaga Arabii Saudyjskiej została przyjęta 15 marca 1973. Ma proporcje 2:3, na zielonym tle umieszczona została biała szahada, pod którą znajduje się szabla tego samego koloru. |
| Argentyna                         |      | Argentyna była jedną z pierwszych hiszpańskich kolonii, które uzyskały niepodległość. Jej flaga została przyjęta już 25 lutego 1818 wkrótce po uniezależnieniu się od imperium hiszpańskiego, jednak została minimalnie zmodyfikowana 23 listopada 2010. Jest to prostokąt złożony z trzech równych pasów, błękitnego, białego i błękitnego; na środku umieszczone jest tzw. „Słońce Majowe”. |
| Armenia                           |      | Flaga została zaproponowana jako symbol narodu ormiańskiego już w XIX wieku przez Ghewont Aliszana. Została oficjalnie przyjęta 24 sierpnia 1990 roku, wraz z ogłoszeniem przez państwo zamiarów ponownego uzyskania niepodległości. Jest to prostokąt o proporcjach 1:2 podzielony na trzy poziome, równe pasy w kolorach: czerwonym, niebieskim i pomarańczowym. |
| Australia                         |      | Flaga Australii została przyjęta 3 września 1901 roku i wybrana została w wyniku konkursu. Jest to granatowy prostokąt o proporcjach 1:2, w którego kantonie znajduje się Union Jack. W części swobodnej (po prawej) znajduje się Krzyż Południa ułożony z białych gwiazd, a pod Union Jackiem znajduje się pojedyncza, siedmioramienna gwiazda znana jako Commonwealth Star lub Federation Star. |
| Austria                           |      | Flaga Austrii, oficjalnie przyjęta 1 maja 1945 roku, wg tradycji pochodzi z roku 1191 i wiąże się z nią legenda. Jest to prostokąt o proporcjach 2:3, podzielony na trzy poziome pasy o równej szerokości, w kolorach: czerwonym, białym i czerwonym. Wersja rządowa zawiera godło, umieszczone na środku. |
| Azerbejdżan                       |      | Flaga została przyjęta 5 lutego 1991 roku. Jest to prostokąt o proporcjach 1:2, podzielony na trzy poziome pasy o równej szerokości, w kolorach: niebieskim, czerwonym i zielonym. Na środku umieszczone są półksiężyc i gwiazda. Barwy użyte we fladze mają długą historię jako symbole Azerów. |
| Bahamy                            |      | Flaga Bahamów została przyjęta 10 lipca 1973 roku, w dniu, w którym Bahamy uzyskały niepodległość od Wielkiej Brytanii. Ma proporcje 1:2 i składa się z trzech równych poziomych pasów w kolorach: turkusowym, złotym i turkusowym. Przy drzewcu (po lewej) znajduje się czarny trójkąt równoboczny. Projektantem flagi jest dr Hervis Bain. |
| Bahrajn                           |      | Flaga Bahrajnu została przyjęta 14 lutego 2002 roku. Flaga to prostokąt o proporcjach 3:5, o dwóch kolorach: czerwonym i białym. Linia rozdzielająca dwie barwy tworzy pięć trójkątów. |
| Bangladesz                        |      | Flaga Bangladeszu została przyjęta 13 stycznia 1972 roku. Jest to prostokąt o proporcjach 3:5. Na zielonym tle umieszczone jest czerwone koło, zbiegające lekko ze środka w stronę drzewca (w lewo). |
| Barbados                          |      | Flaga Barbadosu została przyjęta 30 listopada 1966, wraz z uzyskaniem przez państwo niepodległości. Jest to prostokąt o proporcjach 2:3, podzielony na trzy pionowe pasy, o równej szerokości, w kolorach: granatowym, złotym i granatowym. Na środku umieszczony jest czarny trójząb, od którego pochodzi przydomek flagi, Złamany Trójząb (ang. The Broken Trident). |
| Belgia                            |      | Flaga Belgii została wprowadzona 23 stycznia 1831 roku. Jest to prostokąt o proporcjach 13:15, przedzielony na trzy równe, pionowe pasy: czarny, żółty i czerwony. |
| Belize                            |      | Flaga Belize została przyjęta 21 września 1981, wkrótce po odzyskaniu niepodległości od Wielkiej Brytanii. Nie ma oficjalnych proporcji, choć najczęściej używa się stosunku 3:5. Na niebieskim tle położony jest herb Belize. Na górze i na dole flagi znajdują się czerwone paski. |
| Benin                             |      | Flaga Beninu została przyjęta 1 sierpnia 1990 roku. Jest to prostokąt o proporcjach 2:3, podzielony poziomo na równe dwa pasy: żółty i czerwony. Przy drzewcu umieszczony został zielony, pionowy pas. Kolory flagi to tradycyjne barwy panafrykańskie. |
| Bhutan                            |      | Oficjalna data przyjęcia flagi Bhutanu jest nieznana, miało to prawdopodobnie miejsce w 1971, kiedy to państwo dołączyło do ONZ. Jest to prostokąt o proporcjach 2:3, podzielony ukośnie na dwie połowy: jasnopomarańczową i ciemnopomarańczową. Na środku umieszczony został biały smok, nazywany „Druk”. |
| Białoruś                          |      | Flaga Białorusi została przyjęta 5 czerwca 1995. Jest to prostokąt o proporcjach 1:2 podzielony na dwa poziome pasy, górny czerwony i dolny zielony. Przy drzewcu znajduje się biały pasek z wzorem haftu. |
| Boliwia                           |      | Flaga Boliwii została przyjęta 14 lipca 1888 roku. Jest to prostokąt o proporcjach 2:3, złożony z trzech poziomych, równych pasów: czerwonego, żółtego i zielonego. W wersji rządowej na środku żółtego pasa znajduje się herb. |
| Bośnia i Hercegowina              |      | Flaga Bośni i Hercegowiny została ustanowiona 4 lutego 1998 roku. Jest to niebieski prostokąt o proporcjach 1:2, przedzielony przez żółty trójkąt i ukośną linię gwiazd. Gwiazdy najwyżej i najniżej są przecięte przez krańce flagi. |
| Botswana                          |      | Flaga Botswany została przyjęta 30 września 1966 roku. Jest to niebieski prostokąt o proporcjach 2:3, przedzielony na dwie części czarnym, poziomym pasem z białym konturem. |
| Brazylia                          |      | Flaga Brazylii została przyjęta 24 listopada 1889, a ostatnio zmodyfikowano ją 12 maja 1992. Flaga to prostokąt o proporcjach 7:10. Na zielonym tle, wewnątrz żółtego rombu umieszczone jest niebieskie koło. W nim znajdują się gwiazdy, o liczbie odpowiadającej liczbie stanów Brazylii wliczając Dystrykt Federalny; ponadto odpowiadają one rzeczywistemu ułożeniu konstelacji na niebie. Wewnątrz koła znajduje się również motto Ordem e progresso (pol. Porządek i postęp). |
| Brunei                            |      | Flaga Brunei, została przyjęta 29 września 1959 roku i była kilkukrotnie lekko modyfikowana. Jest to żółty prostokąt o proporcjach 1:2, przedzielony na dwie części dwoma ukośnymi paskami w kolorach białym i czarnym. Na środku umieszczone jest godło Brunei. |
| Bułgaria                          |      | Flaga Bułgarii została przyjęta 27 listopada 1990 roku. Jest to prostokąt o nieokreślonych prawnie proporcjach, przedzielony na trzy równe, poziome pasy w kolorach: białym, zielonym i czerwonym. |
| Burkina Faso                      |      | Flaga Burkiny Faso została przyjęta 4 sierpnia 1983 roku. Jest to prostokąt o proporcjach około 2:3, złożony z dwóch równych pasów, czerwonego i zielonego. Na środku znajduje się żółta gwiazda. |
| Burundi                           |      | Flaga Burundi, o proporcjach 3:5, została oficjalnie ustanowiona 28 czerwca 1967. Flaga zawiera biały krzyż św. Andrzeja, oddzielający pola zielone od czerwonych. Na środku znajduje się białe koło, a wewnątrz niego trzy czerwone gwiazdy. |
| Chile                             |      | Flaga Chile została przyjęta 18 października 1817 roku. Flaga to prostokąt o proporcjach 2:3, podzielony na dwa równe, szerokie pasy w kolorach białym i czerwonym. W kantonie znajduje się biała pięcioramienna gwiazda na niebieskim tle. |
| ChRL                              |      | Flaga Chin została przyjęta 1 października 1949 roku. Jest to czerwony prostokąt o proporcjach 2:3. W kantonie znajduje się żółta gwiazda i cztery mniejsze gwiazdy w tym samym kolorze, tworzące łuk. |
| Chorwacja                         |      | Flaga Chorwacji została przyjęta 22 grudnia 1990 roku. Jest to prostokąt o proporcjach 1:2, podzielony na trzy równe, poziome pasy w kolorach czerwonym, białym i niebieskim. Na środku umieszczony został herb Chorwacji. |
| Cypr                              |      | Flaga Cypru została przyjęta wraz z proklamacją powstania Republiki 16 sierpnia 1960 roku. Na białym prostokącie o proporcjach 3:5 została umieszczona pomarańczowa sylwetka wyspy ponad dwiema zielonymi gałązkami oliwnymi. |
| Czad                              |      | Flaga Czadu została przyjęta 6 listopada 1959 roku. Jest to prostokąt o nieokreślonych proporcjach, podzielony na trzy pionowe pasy: niebieski, żółty i czerwony. Flaga Czadu jest praktycznie identyczna z flagą Rumunii, dlatego są one często mylone ze sobą nawzajem. |
| Czarnogóra                        |      | Flaga Czarnogóry została przyjęta 13 lipca 2004. Flaga ma proporcje 1:2, jest to czerwony prostokąt otoczony złotą ramką. Na środku znajduje się godło Czarnogóry. |
| Czechy                            |      | Flaga Czech, będąca od 1920 roku flagą Czechosłowacji, została przyjęta 17 grudnia 1992, mimo obietnic, że żadne z państw powstałych na skutek jej rozpadu nie będzie używało jej flagi. Jest to prostokąt o proporcjach 2:3, złożony z dwóch poziomych pasów w kolorach: białym i czerwonym; przy drzewcu umieszczony został niebieski trójkąt. |
| Dania                             |      | Flaga Danii, nazywana Dannebrog, według tradycji spadła z nieba 15 czerwca 1219 podczas bitwy pod Lyndanisse. Oficjalne przyjęcie nastąpiło w roku 1625, co czyni ją najdłużej bez przerwy używaną flagą państwową. Jest to prostokąt o proporcjach wahających się pomiędzy 28:34 a 28:37 (dłuższy bok może być wydłużany lub skracany); na czerwonym tle położony jest biały krzyż skandynawski. |
| Demokratyczna Republika Konga     |      | Flaga Demokratycznej Republiki Konga została przyjęta 20 lutego 2006 roku. Flaga to niebieski prostokąt o proporcjach 2:3. Od lewego dolnego do prawego górnego rogu biegnie ukośny czerwony pas z żółtym konturem. W kantonie znajduje się żółta pięcioramienna gwiazda. |
| Dominika                          |      | Flaga Dominiki została przyjęta 3 listopada 1978 i była kilkukrotnie modyfikowana, ostatnio 3 listopada 1990 roku. Jest to zielony prostokąt o proporcjach 1:2 z żółto-czarno-białym krzyżem; pośrodku znajduje się czerwone koło. Wewnątrz koła umieszczona jest amazonka cesarska otoczona dziesięcioma zielonymi, pięcioramiennymi gwiazdami z żółtym konturem. |
| Dominikana                        |      | Flaga Dominikany, zaprojektowana przez Juana Pablo Darte, została przyjęta 6 listopada 1844. Jest to prostokąt o proporcjach 5:8, przedzielony białym krzyżem na cztery części o kolorach (od prawej góry, idąc wg wskazówek zegara): niebieskim, czerwonym, niebieskim, czerwonym. Na środku znajduje się herb państwa. |
| Dżibuti                           |      | Flaga Dżibuti została przyjęta 27 czerwca 1977 roku. Jest to prostokąt przedzielony na dwa równe, poziome pasy w kolorach niebieskim i zielonym. Przy drzewcu znajduje się biały trójkąt, a wewnątrz niego czerwona pięcioramienna gwiazda. Proporcje flagi nie są określone. |
| Egipt                             |      | Flaga Egiptu została przyjęta 9 października 1984. Jest to prostokąt o proporcjach 2:3, przedzielony na trzy równe, poziome pasy w kolorach: czerwonym, białym i czarnym. Na środku znajduje się złoty orzeł, dawniej symbol Saladyna, stanowiący godło Egiptu. |
| Ekwador                           |      | Flaga została ustanowiona 26 września 1860. Jest to prostokąt o proporcjach 1:2, przedzielony na cztery poziome pasy: żółty, niebieski i czerwony w stosunku 2:1:1. Ponieważ była identyczna z flagą Kolumbii, do wersji używanej przez rząd został dodany herb Ekwadoru, by flagi dało się rozróżnić podczas spotkań międzynarodowych. |
| Erytrea                           |      | Flaga Erytrei została przyjęta 24 maja 1993, a jej wygląd został ustandaryzowany w roku 1995. Flaga składa się z trzech trójkątów w kolorach zielonym, czerwonym i niebieskim. Przy drzewcu (po lewej), na czerwonym trójkącie umieszczony został symbol dwóch gałązek oliwnych otaczających pionową gałązkę. |
| Estonia                           |      | Flaga została przyjęta 20 października 1988 roku. Jest to prostokąt o proporcjach 7:11, podzielony na trzy równe, poziome pasy: niebieski, czarny i biały. |
| Eswatini                          |      | Flaga Eswatini została przyjęta 25 kwietnia 1967 i zmodyfikowana 30 października tego samego roku. Jest to prostokąt o proporcjach 2:3, złożony z trzech poziomych pasów, niebieskiego, czerwonego i niebieskiego, przedzielonych wąskimi żółtymi paskami. Na środku położone są tarcza i bronie używane przez lud Suazi. |
| Etiopia                           |      | Flaga Etiopii została przyjęta 6 lutego 1996 roku. Jest to prostokąt o proporcjach 1:2, przedzielony na trzy równe, poziome pasy w kolorach: zielonym, żółtym i czerwonym. Na środku umieszczone zostało niebieskie koło, a wewnątrz niego żółty pentagram oraz wychodzące z niego pojedyncze promienie tego samego koloru. |
| Fidżi                             |      | Flaga pochodzi z czasów kolonialnych i została zmodyfikowana 10 października 1970. Jest to niebieski prostokąt o proporcjach 1:2, z umieszczonym w kantonie Union Jackiem i tarczą herbu Fidżi wyśrodkowaną na zewnętrznej (prawej) połowie flagi. |
| Filipiny                          |      | Flaga Filipin została przyjęta 19 maja 1898 i była kilkukrotnie modyfikowana. Złożona jest z dwóch poziomych pasów w kolorach niebieskim i czerwonym. Przy drzewcu znajduje się biały trójkąt wypełniony żółtymi kształtami słońca i trzech gwiazd. Zazwyczaj jako proporcje flagi przyjmuje się 1:2. |
| Finlandia                         |      | Flaga Finlandii została przyjęta 29 maja 1918 i była kilkukrotnie modyfikowana. Jest to biały prostokąt o proporcjach 11:18, na którym znajduje się niebieski krzyż skandynawski. |
| Francja                           |      | Flaga Francji, nazywana Le drapeau tricolore (pol. Flaga trójkolorowa), została przyjęta w 1794 roku, po rewolucji francuskiej. Jest to prostokąt o proporcjach 2:3, przedzielony na trzy równe, pionowe pasy: niebieski, biały i czerwony. |
| Gabon                             |      | Flaga Gabonu została przyjęta jeszcze za czasów panowania Francji nad terytorium, jednak została ona zmodyfikowana po uzyskaniu od niej niepodległości, 9 sierpnia 1960 roku. Jest to prostokąt o proporcjach 3:4, podzielony na trzy równe, poziome pasy w kolorach zielonym, żółtym i niebieskim. |
| Gambia                            |      | Flaga Gambii została przyjęta 18 lutego 1965 roku, wraz z uzyskaniem niepodległości. Została zaprojektowana przez L. Thomasi. Jest to prostokąt o proporcjach 2:3, przedzielony trzy równe poziome pasy, czerwony, niebieski z białym konturem i zielony. |
| Gibraltar                         |      | Flaga Gibraltaru jest prostokątna (stosunek boków 1:2), krótszym bokiem przy drzewcu; podzielona na dwa poziome pasy: górny, biały, jest dwa razy szerszy od dolnego, czerwonego. Pośrodku flagi, nad czerwonym pasem, umieszczona jest trzywieżowa ceglana (czerwona) twierdza ze zwisającym (już na tle czerwonego pasa) pod środkową wieżą złotym kluczem (tak, jak na herbie Gibraltaru). Jest to flaga heraldyczna według herbu nadanego 10 lipca 1502 roku przez hiszpańskiego króla Ferdynanda II Aragońskiego i królową Izabelę I Kastylijską, potwierdzonego przez władze brytyjskie w 1936 roku. Zamek symbolizuje twierdzę w Gibraltarze. Flaga ostatecznie została wprowadzona w 1966 roku. |
| Ghana                             |      | Flaga Ghany została przyjęta 6 marca 1957 roku. Jest to prostokąt o proporcjach 2:3 podzielony na trzy równe poziome pasy: czerwony, żółty i zielony. Kolory te to tradycyjne barwy panafrykańskie. Na środku znajduje się czarna pięcioramienna gwiazda. |
| Grecja                            |      | Flaga Grecji została wprowadzona 22 grudnia 1978 roku. Flaga Grecji to prostokąt o proporcjach 2:3 podzielony na dziewięć równych, ułożonych na przemian poziomych pasów: pięć niebieskich i cztery białe. W kantonie znajduje się biały krzyż na niebieskim tle. |
| Grenada                           |      | Flaga została pierwszy raz wywieszona o północy, w nocy z 6 na 7 lutego 1974. Flaga jest prostokątem o proporcjach 1:2, wewnątrz którego znajduje się podzielone ukośnie na cztery części pole (o kolorze żółto-zielono-żółto-zielonym), otoczone czarwoną ramką. Na ramce umieszczone zostało sześć żółtych gwiazd. Na środku flagi znajduje się żółta gwiazda w czerwonym kole, a na lewo od niej symbol gałki muszkatołowej. |
| Gruzja                            |      | Flaga Gruzji mimo tego, że została oficjalnie przyjęta 14 stycznia 2004, jest bazowana na XIV-wiecznej fladze Królestwa Gruzji. Jest to prostokąt o proporcjach 2:3, podzielony czerwonym krzyżem na cztery ćwiartki, z których każda ma czerwony krzyżyk umieszczony na środku. |
| Gujana                            |      | Flaga Gujany została przyjęta 26 maja 1966 roku. Jest to zielony prostokąt o proporcjach 1:2; przy drzewcu znajdują się dwa trójkąty: żółty o białym konturze, wewnątrz którego znajduje się czerwony o czarnym konturze. |
| Gwatemala                         |      | Flaga Gwatemali została przyjęta 15 września 1968 roku, i była delikatnie zmodyfikowana 26 grudnia 1997. Jest to prostokąt o proporcjach 5:8, podzielony na trzy pionowe, równe pasy: niebieski, biały i niebieski. Na środku umieszczone jest godło państwowe. |
| Gwinea                            |      | Flaga Gwinei została przyjęta 10 listopada 1958 roku. Jest to prostokąt o proporcjach 2:3, podzielony na trzy równe pionowe pasy: czerwony, żółty i zielony. |
| Gwinea Bissau                     |      | Flaga została przyjęta 24 września 1973 roku wraz z uzyskaniem przez Gwineę-Bissau niepodległości. Jest to prostokąt o proporcjach około 1:2, złożony z dwóch równych poziomych pasów, żółtego i zielonego oraz znajdującego się przy drzewcu czerwonego, pionowego pasa, wewnątrz którego umieszczona jest czarna pięcioramienna gwiazda. |
| Gwinea Równikowa                  |      | Flaga została przyjęta 12 października 1968 roku. Jest to prostokąt o proporcjach 2:3, podzielony na trzy poziome pasy: zielony, biały i czerwony. Przy drzewcu znajduje się niebieski, równoramienny trójkąt. Na środku flagi znajduje się herb państwowy. |
| Haiti                             |      | Flaga została przyjęta 18 maja 1803 roku. Jest to prostokąt o proporcjach 3:5, podzielony na dwa równe pasy: niebieski i czerwony. Wersja wywieszana przez rząd zawiera godło Haiti umieszczone na środku. |
| Hiszpania                         |      | Flaga Hiszpanii została wprowadzona 15 maja 1785 i była kilkukrotnie modyfikowana poprzez zmianę herbu. Jest to prostokąt o proporcjach 2:3, podzielony na trzy poziome pasy: czerwony, żółty i czerwony w stosunku 1:2:1, z herbem umieszczonym przy drzewcu, na środkowym pasie. |
| Holandia                          |      | Flaga Holandii została przyjęta 14 lutego 1796. Jest to prostokąt o proporcjach 2:3 podzielony na trzy równe, poziome pasy: czerwony, biały i niebieski. |
| Honduras                          |      | Flaga została przyjęta 16 lutego 1866 roku i zmodyfikowana 26 stycznia 2022. Jest to prostokąt o proporcjach 1:2, przedzielony na trzy równe, poziome pasy w kolorach niebieskim, białym i niebieskim. Na środku umieszczone zostało pięć niebieskich gwiazd tworzących literę X. |
| Indie                             |      | Flaga Indii została przyjęta 22 lipca 1947 roku. Jest to prostokąt o proporcjach 2:3, podzielony na trzy równe, poziome pasy: pomarańczowy, biały i zielony. Na środku znajduje się symbol koła (tzw. Dharmachakra) z 24 szprychami. |
| Indonezja                         |      | Flaga Indonezji została przyjęta 17 sierpnia 1945. Jest to prostokąt o proporcjach 2:3 podzielony na dwa równe, poziome pasy: czerwony i biały. |
| Irak                              |      | Flaga Iraku została przyjęta 28 stycznia 2008 roku. Jest to prostokąt o proporcjach 2:3, podzielony na trzy równe, poziome pasy w kolorach czerwonym, białym i czarnym. Na białym pasie umieszczony jest napis w piśmie kufickim Allāhu akbar (pol. Bóg jest wielki). |
| Iran                              |      | Flaga Iranu została przyjęta 29 lipca 1980 roku. Składa się z trzech równych, poziomych pasów: zielonego, białego i czerwonego; na krawędziach pasów są umieszczone arabskie napisy Allāhu akbar (pol. Bóg jest wielki). Na środku flagi położone jest czerwone godło Iranu. |
| Irlandia                          |      | Flaga Irlandii została przyjęta 29 grudnia 1937 roku. Jest to prostokąt o proporcjach 1:2, podzielony na trzy równe, pionowe pasy: zielony, biały i pomarańczowy. |
| Islandia                          |      | Flaga Islandii została przyjęta 19 czerwca 1915 roku. Jest to prostokąt o proporcjach 18:25. Na niebieskim tle znajduje się czerwony krzyż skandynawski z białym konturem. |
| Izrael                            |      | Flaga Izraela została przyjęta 12 listopada 1948 roku. Jest to biały prostokąt o proporcjach 8:11 przecięty dwoma równymi, poziomymi niebieskimi pasami. Na środku umieszczona została gwiazda Dawida, również niebieska. |
| Jamajka                           |      | Flaga Jamajki została przyjęta 6 sierpnia 1962 roku. Jest to prostokąt o proporcjach 1:2 złożony z czterech trójkątów – dwóch czarnych i dwóch zielonych – przedzielonych żółtym krzyżem św. Andrzeja. |
| Japonia                           |      | Flaga Japonii została przyjęta 5 sierpnia 1854. Jest to biały prostokąt o proporcjach 2:3, na środku umieszczone jest czerwone koło. |
| Jemen                             |      | Flaga Jemenu została przyjęta 22 maja 1990 roku. Jest to prostokąt o proporcjach około 2:3 podzielony na trzy równe, poziome pasy: czerwony, biały i czarny. |
| Jordania                          |      | Flaga Jordanii została przyjęta 16 kwietnia 1928 roku. Jest to prostokąt o proporcjach 1:2, podzielony na trzy równe, poziome pasy w kolorach: czarnym, białym i zielonym. Przy drzewcu znajduje się czerwony trójkąt; na jego środku umieszczona jest biała siedmioramienna gwiazda. |
| Kambodża                          |      | Flaga Kambodży została przyjęta w 29 czerwca 1993 roku. Składa się z trzech nierównej szerokości poziomych pasów: niebieskiego, czerwonego i niebieskiego. Na środku został umieszczony biały wizerunek głównej świątyni kompleksu Angkor Wat. |
| Kamerun                           |      | Flaga Kamerunu została przyjęta 20 maja 1975. Jest to prostokąt o proporcjach wynoszących około 2:3, podzielony na trzy równe, pionowe pasy: zielony, czerwony i żółty. Na środku znajduje się żółta gwiazda. |
| Kanada                            |      | Flaga Kanady została przyjęta 15 lutego 1965 roku. Jest często potocznie określana w języku angielskim jako The Maple Leaf Flag. Jest to prostokąt o proporcjach 1:2, podzielony na trzy pionowe pasy – czerwony, biały i czerwony – w stosunku 1:2:1. Na środku flagi umieszczony został czerwony liść klonu z jedenastoma czubkami. |
| Katar                             |      | Flaga Kataru została przyjęta około 1949 roku. Jest to prostokąt o proporcjach 11:28, złożony z dwóch pionowych pasów o kolorach białym i bordowym. Linia rozdzielająca oba pasy tworzy 9 trójkątów. |
| Kazachstan                        |      | Flaga Kazachstanu została przyjęta 9 czerwca 1992 roku. Jej autorem był Shaken Niyazbekov. Jest to prostokąt o proporcjach wynoszących mniej więcej 1:2. Na jasnoniebieskim tle umieszczone jest żółte słońce z 32 promieniami i lecący pod nim orzeł. Przy drzewcu znajduje się ozdobny pas, również koloru żółtego. |
| Kenia                             |      | Flaga Kenii została przyjęta 12 grudnia 1963 roku – dnia, w którym państwo uzyskało niepodległość. Jest to prostokąt o proporcjach 2:3; składa się z trzech równych, poziomych pasów – czarnego, czerwonego i zielonego – przedzielonych białymi paskami. Na środku umieszczona została tarcza, a za nią dwie białe, skrzyżowane włócznie. |
| Kirgistan                         |      | Flaga Kirgistanu została przyjęta 3 marca 1992 roku. Jest to czerwony prostokąt o proporcjach 3:5; na środku umieszczone zostało stylizowane słońce z 40 promieniami. |
| Kiribati                          |      | Flaga Kiribati została przyjęta 12 lipca 1979 roku. Jest to prostokąt o proporcjach 1:2. Nad sześcioma falowanymi pasami w kolorach, na przemian, białym i niebieskim znajduje się czerwone pole, a w nim żółty ptak i słońce. |
| Kolumbia                          |      | Flaga Kolumbii została przyjęta 10 lub 17 grudnia 1861. Jest to prostąkąt o proporcjach 2:3, podzielony na trzy poziome pasy, żółty, niebieski i czerwony, w stosunku 2:1:1. |
| Komory                            |      | Flaga Komorów została przyjęta 23 grudnia 2001 roku. Jest to prostokąt o proporcjach 2:3, złożony z czterech równych, poziomych pasów w kolorach żółtym, białym, czerwonym i niebieskim oraz zielonego trójkąta przylegającego do lewego boku, wewnątrz którego znajduje się biały półksiężyc i cztery gwiazdy. |
| Kongo                             |      | Flaga Konga została przyjęta 15 września 1959. Jest to prostokąt o proporcjach 2:3, złożony z dwóch przystających trójkątów w kolorach zielonym i czerwonym, przedzielony żółtym ukośnym pasem. |
| Korea Południowa                  |      | Flaga Korei Południowej została przyjęta w sierpniu 1882 roku, i została ostatnio zmodyfikowana 25 stycznia 1950 roku. Jest to biały prostokąt o proporcjach 2:3. Na środku znajduje się czerwono-niebieski symbol yin-yang, otoczony czterema grupami czarnych pasków. |
| Korea Północna                    |      | Flaga Korei Północnej została przyjęta 10 lipca 1948. Złożona jest z trzech poziomych pasów: niebieskiego, czerwonego, niebieskiego, przedzielonych wąskimi białymi paskami. Na czerwonym pasie, po lewej umieszczone zostało białe koło, wypełnione czerwoną pięcioramienną gwiazdą. |
| Kostaryka                         |      | Flaga Kostaryki została przyjęta 29 września 1848 roku. Jest to prostokąt o proporcjach 3:5, podzielony na pięć poziomych pasów: niebieski, biały, czerwony, biały i niebieski w stosunku 1:1:2:1:1. Została zaprojektowana przez Pacíficę Fernández Oreamuno, pierwszą damę Kostaryki, którą urzekły ideały rewolucji lutowej. |
| Kuba                              |      | Flaga Kuby, zaprojektowana przez Miguela Teurbe Tolón, została przyjęta 20 maja 1902. Jest to prostokąt o proporcjach 1:2, złożony z pięciu naprzemiennie ułożonych białych i niebieskich równych, poziomych pasów oraz czerwonego trójkąta położonego przy drzewcu; na środku trójkąta znajduje się biała pięcioramienna gwiazda, nazywana La Estrella Solitaria (pol. Samotna Gwiazda). |
| Kuwejt                            |      | Flaga Kuwejtu została przyjęta 24 października 1961 roku. Jest to prostokąt o proporcjach 1:2, złożony z trzech równych, poziomych pasów: zielonego, białego i czerwonego oraz czarnego trapeza położonego przy drzewcu. |
| Laos                              |      | Flaga Laosu została przyjęta 2 grudnia 1975 roku. Jest to prostokąt o proporcjach 2:3, podzielony na trzy pasy, czerwony, niebieski i czerwony, w stosunku 1:2:1; na środku umieszczone zostało białe koło. |
| Lesotho                           |      | Flaga Lesotho została przyjęta została przyjęta 4 października 2006 roku. Jest to prostokąt o proporcjach 2:3, podzielony na trzy poziome pasy, niebieski, biały i zielony, w stosunku 3:4:3. Na środku umieszczony został czarny symbol, zdefiniowany jako sylwetka tradycyjnego słomianego kapelusza ludzi Soto. |
| Liban                             |      | Flaga Libanu została przyjęta 1 września 1920 (za czasów kolonialnych) i zmodyfikowana w 1943 roku, poprzez usunięcie francuskiej flagi z kantonu, po uzyskaniu przez państwo niepodległości. Jest to prostokąt o proporcjach 2:3, przedzielony na trzy poziome pasy, czerwony, biały i czerwony w stosunku 1:2:1. Na środku został umieszczony zielony symbol drzewa cedrowego. |
| Liberia                           |      | Flaga Liberii została przyjęta 24 sierpnia 1847. Jest to prostokąt o proporcjach 10:19, podzielony na jedenaście pasów – sześć czerwonych i pięć białych ułożonych naprzemiennie. W kantonie znajduje się biała, pięcioramienna gwiazda na niebieskim tle. |
| Libia                             |      | Flaga Libii została przyjęta w 1949 roku. Jest to prostokąt o proporcjach 1:2, podzielony na trzy poziome pasy, czerwony, czarny i zielony, w stosunku 1:2:1. Na środku umieszczone są białe półksiężyc i gwiazda. |
| Liechtenstein                     |      | Flaga Liechtensteinu została przyjęta 24 lipca 1937 roku, jednak była kilkukrotnie modyfikowana. Jest to prostokąt o proporcjach 2:3, podzielony na dwa równe, poziome pasy: niebieski i czerwony. W kantonie znajduje się korona, dodana po Igrzyskach Olimpijskich w 1936 roku, w celu odróżnienia flagi Liechtensteinu od flagi Haiti. |
| Litwa                             |      | Flaga Litwy została przyjęta 1 sierpnia 1922 roku. Jest to prostokąt o proporcjach 1:2, złożony z trzech równych, poziomych pasów: żółtego, zielonego i czerwonego. |
| Luksemburg                        |      | Flaga Luksemburga została przyjęta 12 czerwca 1845 roku. Jest to prostokąt o proporcjach 3:5 lub 1:2, podzielony na trzy równe, poziome pasy w kolorach: czerwonym, białym i niebieskim. Jest podobna do flagi Holandii, jednak używa jaśniejszego odcienia niebieskiego. |
| Łotwa                             |      | Flaga Łotwy została przyjęta 20 stycznia 1923 roku. Jest to prostokąt o proporcjach 1:2, podzielony na trzy pasy, czerwony, biały i czerwony, w stosunku 2:1:2. |
| Macedonia Północna                |      | Flaga Macedonii Północnej została przyjęta 6 października 1995r., w ramach porozumienia z Grecją. Jest to czerwony prostokąt o proporcjach 1:2; na jego środku znajduje się żółte koło, z którego wychodzi osiem promieni tego samego koloru. |
| Madagaskar                        |      | Flaga Madagaskaru została przyjęta 14 października 1958 roku. Jest to prostokąt o proporcjach 2:3, złożony z dwóch równych, poziomych pasów, czerwonego i zielonego oraz białego, o tej samej szerokości co inne pasy, pionowego pasa przy drzewcu. |
| Malawi                            |      | Flaga Malawi została przyjęta 29 lipca 2010 roku. Jest to prostokąt o proporcjach 2:3, przedzielony na trzy równe, poziome pasy: czarny, czerwony i zielony. Na środku czarnego pasa znajduje się czerwona połowa słońca, z której wybiegają promienie. |
| Malediwy                          |      | Data przyjęcia flagi Malediwów nie jest do końca znana. Została wprowadzona z inicjatywy prezydenta Abdula Majeed Didi prawdopodobnie we wczesnych latach 30. XX wieku i była od tamtego czasu kilkukrotnie modyfikowana. Jest to prostokąt o proporcjach 2:3, składający się z zielonego pola otoczonego czerwoną, grubą ramką; na środku znajduje się biały półksiężyc. |
| Malezja                           |      | Flaga Malezji została przyjęta 26 maja 1950 roku. Została wybrana w wyniku konkursu. Jest to prostokąt o proporcjach 1:2, podzielony na czternaście równych, poziomych pasów, naprzemiennie czerwonych i białych. W kantonie znajduje się półksiężyc i żółta gwiazda na niebieskim tle. |
| Mali                              |      | Flaga Mali została przyjęta 1 marca 1961 roku. Jest to prostokąt o proporcjach 2:3, podzielony na trzy równe, pionowe pasy w kolorach: zielonym, żółtym i czerwonym. |
| Malta                             |      | Flaga Malty została przyjęta 21 września 1964. Jest to prostokąt o proporcjach 2:3, podzielony na dwa równe, pionowe pasy: biały i czerwony. W lewym górnym rogu znajduje się Krzyż Jerzego z czerwonym konturem. |
| Maroko                            |      | Flaga Maroka została przyjęta 17 listopada 1915 roku. Flaga to czerwony prostokąt o proporcjach 2:3. Na środku umieszczony został zielony pentagram. |
| Mauretania                        |      | Flaga Mauretanii została przyjęta 1 kwietnia 1959 roku. Był to zielony prostokąt o proporcjach 2:3, na środku znajdowały się żółte figury półksiężyca i gwiazdy. 12 października 2017 zmodyfikowano ją, poprzez dodanie czerwonych pasów na górze i na dole. |
| Mauritius                         |      | Flaga Mauritiusu została przyjęta 12 marca 1968, wraz z uzyskaniem przez wyspę niepodległości. Jest to prostokąt o proporcjach 2:3, podzielony na cztery równe, poziome pasy: czerwony, niebieski, żółty i zielony. |
| Meksyk                            |      | Flaga Meksyku została przyjęta 17 września 1968, lecz jej korzenie sięgają roku 1821. Jest to prostokąt o proporcjach 4:7, podzielony na trzy równe, pionowe pasy: zielony, biały i czerwony. Na środku znajduje się godło Meksyku. |
| Mikronezja                        |      | Flaga Mikronezji została przyjęta 30 listopada 1978 roku. Jest oparta na fladze Powierniczych Wysp Pacyfiku, zaprojektowanej przez Gonzalo Santosa. Jest to jasnoniebieski prostokąt o proporcjach 11:18. Na środku znajdują się cztery białe pięcioramienne gwiazdy. |
| Mjanma                            |      | Flaga Mjanmy została przyjęta 21 października 2010 roku. Jest to prostokąt o proporcjach 1:2, podzielony na trzy równe, poziome pasy: żółty, czerwony i zielony. Na środku znajduje się biała gwiazda. |
| Mołdawia                          |      | Flaga Mołdawii została przyjęta 3 października 1990 roku. Jest to prostokąt o proporcjach 1:2, podzielony na trzy równe, pionowe pasy: niebieski, żółty i czerwony. Na środku znajduje się herb Mołdawii. |
| Monako                            |      | Flaga Monako została przyjęta 4 kwietnia 1881 roku. Jest to prostokąt o proporcjach 4:5, podzielony na dwa równe, poziome pasy: czerwony i biały. Flaga jest bardzo podobna do flagi Indonezji; zbieżność ta jest przypadkowa. |
| Mongolia                          |      | Flaga Mongolii została przyjęta w 1945 roku, i była delikatnie modyfikowana 12 lutego 1992 i 8 lipca 2011. Jest to prostokąt o proporcjach 1:2, podzielony na trzy pionowe pasy: czerwony, niebieski i czerwony. Na pasie przy drzewcu został umieszczony tradycyjny symbol soyombo w kolorze żółtym. |
| Mozambik                          |      | Flaga Mozambiku została przyjęta w 1 maja 1983 roku. Jest to prostokąt o proporcjach 2:3, złożony z trzech poziomych, równych pasów, zielonego, czarnego i żółtego, przedzielonych białymi paseczkami. Do boku przy drzewcu przylega czerwony trójkąt; na jego środku umieszczona została żółta gwiazda, a wewnątrz niej – książka oraz skrzyżowane motyka i karabin szturmowy. |
| Namibia                           |      | Flaga Namibii została przyjęta 2 lutego 1990 roku. Jest to prostokąt o proporcjach 2:3 podzielony na trzy ukośne pasy: niebieski, czerwony i zielony, przedzielone przez dwa wąskie, białe paski. W kantonie znajduje się żółte słońce. |
| Nauru                             |      | Flaga Nauru została przyjęta 31 stycznia 1968 roku. Została wybrana w wyniku miejscowego konkursu. Jest to niebieski prostokąt o proporcjach 1:2, przedzielony na dwie części wąskim, żółtym, poziomym paskiem. W dolnym rogu przy drzewcu znajduje się biała dwunastoramienna gwiazda. |
| Nepal                             |      | Flaga Nepalu została przyjęta 16 grudnia 1962 roku. Jest jedyną flagą państwową niebędącą prostokątem. Złożona z dwóch trójkątnych kształtów, flaga jest czerwona z niebieskim konturem, zawiera stylizowane białe symbole słońca i księżyca. |
| Niemcy                            |      | Flaga Niemiec została przyjęta 9 maja 1949 i była wcześniej używana m.in. przez Republikę Weimarską. Jest to prostokąt o proporcjach 3:5, podzielony na trzy równe, poziome pasy: czarny, czerwony i złoty (żółty). |
| Niger                             |      | Flaga Nigru została przyjęta 23 listopada 1959. Jest to prostokąt o proporcjach 6:7, podzielony na trzy równe, poziome pasy: pomarańczowy, biały i zielony. Na środku znajduje się pomarańczowe koło. |
| Nigeria                           |      | Flaga Nigerii, zaprojektowana przez Michaela Taiwo Akinkunmi, została przyjęta 1 października 1960 i była wybrana w wyniku konkursu. Jest to prostokąt o proporcjach 1:2, podzielony na trzy równe, pionowe pasy: zielony, biały i zielony. |
| Nikaragua                         |      | Flaga Nikaragui została przyjęta 27 sierpnia 1971 roku. Jest to prostokąt o proporcjach 3:5, podzielony na trzy poziome, równe pasy w kolorach niebieskim, białym i niebieskim. Na środku umieszczone zostało godło państwa. |
| Norwegia                          |      | Flaga Norwegii została przyjęta 10 grudnia 1898 roku. Jest to czerwony prostokąt o proporcjach 8:11, na którym umieszczony jest niebieski krzyż skandynawski z białym konturem. |
| Nowa Zelandia                     |      | Flaga Nowej Zelandii została przyjęta 12 czerwca 1902 roku i była kilkukrotnie modyfikowana. Jest to prostokąt o proporcjach 1:2. W kantonie znajduje się Union Jack, natomiast w części swobodnej (prawej) znajdują się cztery czerwone gwiazdy z białym konturem, formujące gwiazdozbiór Krzyża Południa. |
| Oman                              |      | Flaga Omanu została przyjęta 17 grudnia 1970. Jest to prostokąt o proporcjach 1:2, złożony z trzech równych, poziomych pasów: białego, czerwonego i zielonego oraz pionowego czerwonego pasa przy drzewcu (po lewej). W prawym górnym rogu znajduje się godło państwa. |
| Pakistan                          |      | Flaga Pakistanu została przyjęta o północy w nocy z 14 na 15 sierpnia 1947 roku, wraz z uzyskaniem przez państwo niepodległości. Jest to prostokąt o proporcjach 2:3, podzielony na dwa pionowe pasy nierównej długości: biały i zielony. Na środku zielonego pasa jest umieszczony biały półksiężyc i gwiazda. |
| Palau                             |      | Flaga Palau została przyjęta 22 października 1980 roku. Jest to prostokąt o proporcjach 5:8, na niebieskim tle umieszczone jest żółte koło, zbiegające lekko ze środka w stronę drzewca (w lewo). |
| Panama                            |      | Flaga Panamy została zaproponowana w 1903 r. Jest to prostokątny płat tkaniny o proporcjach ok. 2:3, podzielony na cztery równe prostokąty, w kolorach białym, czerwonym i niebieskim, z dwoma pięcioramiennymi gwiazdami, niebieską i czerwoną. |
| Papua-Nowa Gwinea                 |      | Flaga Papui-Nowej Gwinei została przyjęta 11 marca 1971 roku. Jest to prostokąt o proporcjach 3:4, podzielony ukośnie na dwie części: czerwoną i czarną. Na czarnej części umieszczone są białe gwiazdy tworzące gwiazdozbiór Krzyża Południa, a na czerwonej żółty rajski ptak. |
| Paragwaj                          |      | Flaga Paragwaju została przyjęta 27 listopada 1842 roku, jednak była wielokrotnie modyfikowana. Jest to prostokąt o proporcjach 3:5, podzielony na trzy równe, poziome pasy: czerwony, biały i niebieski. Na środku znajduje się godło państwowe. |
| Peru                              |      | Flaga Peru została przyjęta 25 lutego 1825 roku. Jest to prostokąt o proporcjach 2:3, podzielony na trzy równe, pionowe pasy: czerwony, biały i czerwony. W wersji rządowej na środku znajduje się herb państwowy. |
| Polska                            |      | Flaga Polski została przyjęta 1 kwietnia 1919 roku. Jest to prostokąt o proporcjach 5:8, podzielony na dwa, równe pasy: biały i czerwony. |
| Południowa Afryka                 |      | Flaga RPA, zaprojektowana przez Fredericka Brownella, została przyjęta 27 kwietnia 1994 roku. Jest to prostokąt o proporcjach 2:3, złożony z Y-kształtnej figury o kolorze zielonym, z białym i złotym (żółtym) konturem, rozdzielającej strefy czerwonego i niebieskiego oraz czarny trójkąt przy drzewcu (po lewej). |
| Portugalia                        |      | Flaga Portugalii została przyjęta 30 czerwca 1911. Jest to prostokąt o proporcjach 2:3, przedzielony na dwa pionowe pasy, zielony i czerwony, w stosunku 2:3. W miejscu, gdzie kolory się stykają, umieszczony jest herb Portugalii. |
| Republika Środkowoafrykańska      |      | Flaga Republiki Środkowoafrykańskiej została przyjęta 1 grudnia 1958 roku. Jest to prostokąt o proporcjach 3:5, podzielony na cztery równe, poziome pasy: niebieski, biały, zielony i żółty. Na środek nałożony został czerwony pionowy pas. W lewym górnym rogu znajduje się żółta gwiazda. |
| Republika Zielonego Przylądka     |      | Flaga Republiki Zielonego Przylądka została przyjęta 19 kwietnia 1976 roku, zmodyfikowana w 1992. Jest to niebieski prostokąt o proporcjach 10:17, podzielony na pięć pasów, niebieski, biały, czerwony, biały i niebieski, w stosunku 6:1:1:1:3. Na wysokości paska ułożone jest koło ułożone z dziesięciu żółtych gwiazd, zbiegające ze środka w stronę drzewca (w lewo). |
| Rosja                             |      | Flaga Rosji została przyjęta 21 sierpnia 1991 roku. Jest to prostokąt o proporcjach 2:3, podzielony na trzy równe, poziome pasy: biały, niebieski i czerwony. |
| Rumunia                           |      | Flaga Rumunii została przyjęta 27 grudnia 1989 roku. Jest to prostokąt o proporcjach 2:3, podzielony na trzy równe, pionowe pasy: niebieski, żółty i czerwony. |
| Rwanda                            |      | Flaga Rwandy została przyjęta 31 grudnia 2001. Jest to prostokąt o proporcjach 1:2, podzielony na trzy poziome pasy, niebieski, żółty i zielony, w stosunku 2:1:1. W prawym górnym rogu znajduje się żółte słońce. |
| Saint Kitts i Nevis               |      | Flaga Saint Kitts i Nevis została przyjęta o północy, w nocy z 18 na 19 września 1983 roku. Jest to prostokąt o proporcjach 2:3, złożony z dwóch trójkątów, zielonego i czerwonego, przedzielonych czarnym pasem z żółtym konturem. Na czarnym pasie umieszczone są dwie białe gwiazdy. |
| Saint Lucia                       |      | Flaga Saint Lucia, zaprojektowana przez Dunstana St. Omera, została przyjęta 1 marca 1967. Jest to prostokąt o proporcjach 1:2. Na niebieskim tle znajduje się symbol złożony z dwóch trójkątów: czarnego z białym konturem, wewnątrz którego umieszczony został żółty trójkąt. |
| Saint Vincent i Grenadyny         |      | Flaga Saint Vincent i Grenadyn, zaprojektowana przez Juliena van der Wala, została przyjęta 22 października 1985 roku. Często potocznie nazywana The Gems (pol. Klejnoty), jest to prostokąt o proporcjach 2:3, podzielony na trzy pionowe pasy: niebieski, żółty i zielony w stosunku 1:2:1. Na środku znajdują się trzy zielone romby, tworzące literę V. |
| Salwador                          |      | Flaga Salwadoru została przyjęta 15 września 1912. Jest to prostokąt o proporcjach 189:335 (w przybliżeniu 4:5), przedzielony na trzy równe, poziome pasy: niebieski, biały i niebieski. Na środku umieszczony zostało godło Salwadoru. |
| Samoa                             |      | Flaga Samoa została przyjęta 26 maja 1948 i była zmodyfikowana 24 lutego 1949 roku. Jest to czerwony prostokąt o proporcjach 1:2. W kantonie znajduje się gwiazdozbiór Krzyża Południa na niebieskim tle. |
| San Marino                        |      | Flaga San Marino została przyjęta 6 kwietnia 1862. Jest to prostokąt o proporcjach 3:4, podzielony na dwa równe, poziome pasy: biały i jasnoniebieski. Na środku znajduje się herb San Marino. |
| Senegal                           |      | Flaga Senegalu została przyjęta 20 kwietnia 1960. Jest to prostokąt o proporcjach 2:3, podzielony na trzy równe, pionowe pasy: zielony, żółty i czerwony. Na środku znajduje się zielona gwiazda. |
| Serbia                            |      | Flaga Serbii została przyjęta 17 sierpnia 2004 roku. Jest to prostokąt o proporcjach 2:3, podzielony na trzy równe, poziome pasy: czerwony, niebieski i biały. Na niebieskim pasie umieszczony jest herb, zbiegający lekko ze środka w stronę drzewca (w lewo). |
| Seszele                           |      | Flaga Seszeli została przyjęta 18 czerwca 1996 roku. Jest to prostokąt o proporcjach 1:2; z lewego dolnego rogu w stronę lewego górnego wychodzi pięć kolorowych pasów: niebieski, żółty, czerwony, biały i zielony. |
| Sierra Leone                      |      | Flaga Sierra Leone została przyjęta 27 kwietnia 1961 roku. Jest to prostokąt o proporcjach 2:3, podzielony na trzy równe, poziome pasy: zielony, biały i niebieski. |
| Singapur                          |      | Flaga Singapuru została przyjęta 3 grudnia 1959 roku. Jest to prostokąt o proporcjach 2:3, podzielony na dwa równe, poziome pasy: czerwony i biały. W prawym górnym rogu znajduje się biały półksiężyc i pięć gwiazd. |
| Słowacja                          |      | Flaga Słowacji została przyjęta 3 września 1992, jeszcze przed formalnym uzyskaniem niepodległości przez kraj. Jest to prostokąt o proporcjach 2:3, podzielony na trzy równe, poziome pasy: biały, niebieski i czerwony. Przy drzewcu znajduje się herb Słowacji z białym konturem. |
| Słowenia                          |      | Flaga Słowenii została przyjęta 25 czerwca 1991 roku. Jest to prostokąt o proporcjach 1:2, podzielony na trzy równe, poziome pasy: biały, niebieski i czerwony. W prawym górnym rogu znajduje się herb państwa. |
| Somalia                           |      | Flaga Somalii została przyjęta 26 czerwca 1960 roku. Jest to jasnoniebieski prostokąt o proporcjach 3:5. Na środku znajduje się biała, pięcioramienna gwiazda. |
| Sri Lanka                         |      | Flaga Sri Lanki została przyjęta 2 marca 1951 i zmodyfikowana 22 maja 1972 roku. Jest to złoty (żółty) prostokąt o proporcjach 1:2. W części przy drzewcu (po lewej) znajdują się dwa pasy, zielony i pomarańczowy, natomiast w części swobodnej – czerwony prostokąt, wewnątrz którego znajduje się złoty (żółty) lew, trzymający miecz oraz, w rogach, cztery liście drzewa Bodhi, w tym samym kolorze. |
| Stany Zjednoczone                 |      | Flaga Stanów Zjednoczonych została przyjęta 14 czerwca 1777 i była wielokrotnie modyfikowana, poprzez zmianę liczby gwiazd. Jest to prostokąt o proporcjach 10:19, podzielony na 13 pasów, w kolorach naprzemiennie czerwonym i białym. W kantonie znajduje się 50 białych gwiazd na niebieskim tle. |
| Sudan                             |      | Flaga Sudanu została przyjęta 20 maja 1970 roku. Jest to prostokąt o proporcjach 1:2 złożony z trzech równych. poziomych pasów, czerwonego, białego i czarnego, oraz zielonego trójkąta położonego przy drzewcu. |
| Sudan Południowy                  |      | Flaga Sudanu Południowego została przyjęta 9 czerwca 2011 roku, wraz z uzyskaniem przez państwo niepodległości. Jest to prostokąt, o proporcjach 1:2, złożony z trzech równych, poziomych pasów, czarnego, czerwonego i zielonego, przedzielonych wąskimi białymi paskami oraz niebieskiego trójkąta położonego przy drzewcu; na środku trójkąta znajduje się żółta gwiazda. |
| Surinam                           |      | Flaga Surinamu została przyjęta 21 listopada 1975 roku. Jest to prostokąt o proporcjach 2:3, podzielony na pięć poziomych, nierównej szerokości pasów: zielony, biały, czerwony, biały i zielony. Na środku znajduje się żółta gwiazda. |
| Syria                             |      | Flaga ta została rozpowszechniona w grudniu 2024 roku przez opozycję, która obaliła rządy Baszszara al-Asada w wojnie domowej w Syrii. Jest to prostokąt o proporcjach 2:3, podzielony na trzy poziome, równe pasy: zielony, biały i czerwony. Na białym pasie umieszczone są trzy czerwone gwiazdy. |
| Szwajcaria                        |      | Flaga Szwajcarii została przyjęta 12 grudnia 1889 roku. Jest to czerwony kwadrat, na środku którego znajduje się biały krzyż. |
| Szwecja                           |      | Flaga Szwecji została przyjęta 22 czerwca 1906 roku. Jest to prostokąt o proporcjach 5:8. Na niebieskim tle znajduje się żółty krzyż skandynawski. |
| Tadżykistan                       |      | Flaga Tadżykistanu została przyjęta 24 listopada 1992 roku. Jest to prostokąt o proporcjach 1:2, podzielony na trzy pasy: czerwony, biały i zielony. Na środku znajduje się złota (żółta) korona, a nad nią siedem pięcioramiennych gwiazd tego samego koloru. |
| Tajlandia                         |      | Flaga Tajlandii została przyjęta 28 września 1917 roku. Jest to prostokąt o proporcjach 2:3, podzielony na pięć poziomych pasów: czerwony, biały, niebieski, biały i czerwony w stosunku 1:1:2:1:1. |
| Tanzania                          |      | Flaga Tanzanii została przyjęta 30 czerwca 1964 roku. Jest to prostokąt o proporcjach 2:3, złożony z dwóch trójkątów, zielonego i niebieskiego, przedzielonych czarnym pasem z żółtym konturem. Powstała z połączenia flagi Tanganiki z flagą Zanzibaru. |
| Timor Wschodni                    |      | Flaga Timoru Wschodniego została przyjęta 20 maja 2002 roku. Jest to czerwony prostokąt o proporcjach 1:2. Przy drzewcu znajduje się czarny trójkąt wewnątrz żółtego trójkąta; na środku czarnej figury znajduje się biała gwiazda, której jedno z ramion wskazuje na lewy górny róg. |
| Togo                              |      | Flaga Togo została przyjęta 27 kwietnia 1960 roku. Jest to prostokąt o proporcjach 3:5, podzielony na pięć naprzemiennie ułożonych pasów zielonych i czerwonych. W kantonie znajduje się biała pięcioramienna gwiazda na czerwonym tle. |
| Tonga                             |      | Flaga Tonga została przyjęta 4 listopada 1875 roku. Jest to czerwony prostokąt o proporcjach 1:2. W kantonie znajduje się czerwony krzyż na białym tle. |
| Trynidad i Tobago                 |      | Flaga Trynidadu i Tobago została przyjęta 28 czerwca 1962 roku. Jest to czerwony prostokąt o proporcjach 3:5, podzielony ukośnym czarnym pasem z białym konturem na dwie połowy. |
| Tunezja                           |      | Flaga Tunezji została przyjęta w 1835 roku, i była kilkukrotnie modyfikowana. Jest to czerwony prostokąt o proporcjach 2:3. Na środku flagi położone jest koło z „wyciętym” kształtem półksiężyca i pięcioramiennej gwiazdy. |
| Turcja                            |      | Flaga Turcji została przyjęta jako flaga Imperium Osmańskiego w 1844 roku. Jest to czerwony prostokąt o proporcjach 2:3, z białym półksiężycem i gwiazdą. |
| Turkmenistan                      |      | Flaga Turkmenistanu została przyjęta 19 lutego 1992 i zmodyfikowana 19 lutego 1997 roku. Jest to zielony prostokąt o proporcjach 1:2. Blisko drzewca znajduje się czerwony pas, a na nim cztery wzory dywanu oraz złota gałązka oliwna. Obok niego znajduje się biały półksiężyc oraz pięć białych gwiazd. |
| Tuvalu                            |      | Flaga Tuvalu, zaprojektowana przez Vione Natano, została przyjęta 1 października 1978 roku. Jest to jasnoniebieski prostokąt o proporcjach 1:2. W kantonie znajduje się Union Jack, a w części swobodnej umieszczone zostało dziewięć żółtych gwiazd. |
| Uganda                            |      | Flaga Ugandy została przyjęta 25 kwietnia 1962 roku. Jest to prostokąt o proporcjach 2:3, podzielony na sześć równych, poziomych pasów, w kolorach naprzemiennie: czarnym, żółtym i czerwonym. Na środku znajduje się sylwetka koronnika szarego w białym kole. |
| Ukraina                           |      | Flaga Ukrainy została przyjęta w roku 1918, i była używana z przerwami, ponownie ustanowiona 28 stycznia 1992. Jest to prostokąt o proporcjach 2:3, podzielony na dwa równe, poziome pasy: niebieski i złoty (żółty). |
| Urugwaj                           |      | Flaga Urugwaju została przyjęta 25 sierpnia 1815 roku i została zmodyfikowana 11 czerwca 1830 roku. Jest to prostokąt o proporcjach 2:3, podzielony na dziewięć pasów, w kolorach naprzemiennie białym i niebieskim W kantonie znajduje się „Słońce Majowe” na białym tle. |
| Uzbekistan                        |      | Flaga Uzbekistanu została przyjęta w 1991 roku. Jest to prostokąt o proporcjach 1:2, podzielony na trzy równe pasy: niebieski, biały i zielony, przedzielone czerwonymi paseczkami. W kantonie znajduje się biały półksiężyc oraz 12 gwiazd. |
| Vanuatu                           |      | Flaga Vanuatu została przyjęta 30 lipca 1980 roku. Jest to prostokąt o proporcjach 3:5, złożony z Y-kształtnej figury o kolorze złotym (żółtym), z czarnym konturem, rozdzielającego strefy czerwonego i zielonego oraz czarny trójkąt przy drzewcu. Na trójkącie znajdują się dwie skrzyżowane złote liście, otoczone przez kieł świni. |
| Watykan                           |      | Flaga Watykanu została przyjęta 8 czerwca 1929 roku. Jest to kwadrat podzielony na dwa pionowe pasy, biały i żółty. Na środku białego pasa znajduje się symbol dwóch skrzyżowanych kluczy, złotego i srebrnego oraz tiary papieskiej. |
| Wenezuela                         |      | Flaga Wenezueli, zaprojektowana według tradycji przez Francisco de Mirandę, została przyjęta 28 marca 1864 roku. Jest to prostokąt o proporcjach 2:3, podzielony na trzy poziome, równe pasy: żółty, niebieski i czerwony. Na niebieskim pasie znajduje się łuk z ośmiu białych gwiazd. W wersji rządowej w kantonie znajduje się herb państwa. |
| Węgry                             |      | Flaga Węgier została przyjęta 12 października 1957. Jest to prostokąt o proporcjach 2:3, podzielony na trzy równe pasy: czerwony, biały i zielony. |
| Wielka Brytania                   |      | Flaga Wielkiej Brytanii została przyjęta 1 stycznia 1801 roku. Jest to prostokąt o proporcjach 1:2, powstały z połączenia symboli: Szkocji (krzyż św. Andrzeja i niebieskie tło), Anglii (krzyż św. Jerzego) i Irlandii (krzyż św. Patryka). |
| Wietnam                           |      | Flaga Wietnamu została przyjęta 30 listopada 1955 r., jako symbol Wietnamu Północnego. Jest to czerwony prostokąt o proporcjach 2:3, z żółtą pięcioramienną gwiazdą pośrodku. |
| Włochy                            |      | Flaga Włoch została przyjęta 19 czerwca 1946 roku. Jest to prostokąt o proporcjach 2:3, podzielony na trzy pionowe, równe pasy: zielony, biały i czerwony. |
| Wybrzeże Kości Słoniowej          |      | Flaga Wybrzeża Kości Słoniowej została przyjęta 3 grudnia 1959 roku. Jest to prostokąt o proporcjach 2:3, podzielony na trzy równe, pionowe pasy: pomarańczowy, biały i zielony. |
| Wyspy Marshalla                   |      | Flaga Wysp Marshalla, zaprojektowana przez Emlain Kabuę, została przyjęta 1 maja 1979 roku. Jest to niebieski prostokąt o proporcjach 10:19, podzielony na dwie części ukośnym, pomarańczowo-białym pasem. W lewym górnym rogu znajduje się biała gwiazda. |
| Wyspy Salomona                    |      | Flaga Wysp Salomona została przyjęta 18 listopada 1977 roku. Jest to prostokąt o proporcjach 1:2, złożony z dwóch trójkątów, niebieskiego i zielonego, przedzielonych żółtą ukośną linią. W prawym górnym rogu znajduje się pięć białych gwiazd, układających się w literę X. |
| Wyspy Świętego Tomasza i Książęca |      | Flaga Wysp Świętego Tomasza i Książęcej została przyjęta 12 lipca 1975 roku. Jest to prostokąt o proporcjach 1:2, podzielony na trzy poziome pasy, zielony, żółty i zielony, w stosunku 2:3:2. Przy drzewcu znajduje się czerwony prostokąt, a na żółtym pasie umieszczony zostały dwie czarne, pięcioramienne gwiazdy. |
| Zambia                            |      | Flaga Zambii została przyjęta 24 października 1964 roku. Jest to zielony prostokąt o proporcjach 2:3. W prawym dolnym rogu znajdują się trzy pionowe paski, czerwony, czarny oraz pomarańczowy. Nad nimi znajduje się pomarańczowy orzeł. |
| Zimbabwe                          |      | Flaga Zimbabwe została przyjęta 8 kwietnia 1980 roku, wraz z proklamacją niepodległości. Jest to prostokąt o proporcjach 1:2, podzielony na siedem równych, poziomych pasów: zielony, żółty, czerwony, czarny, czerwony, żółty, zielony. Przy drzewcu (po lewej) znajduje się biały trójkąt, a wewnątrz niego – Ptak Zimbabwe na czerwonej gwieździe. |
| Zjednoczone Emiraty Arabskie      |      | Flaga Zjednoczonych Emiratów Arabskich została przyjęta 2 grudnia 1971 roku. Jest to prostokąt o proporcjach 1:2, złożony z trzech poziomych pasów, o równej szerokości, zielonego, białego i czarnego oraz czerwonego pionowego pasa przy drzewcu. |

## Flagi państw nieuznawanych lub częściowo uznawanych
| Państwo                    | Wzór | Opis |
| -------------------------- | ---- | --- |
| Abchazja                   |      | Flaga Abchazji, autorstwa Valerego Gamgia, została ustanowiona 23 lipca 1992. Jest to prostokąt o proporcjach 1:2, podzielony na siedem pasów, naprzemiennie zielonych i białych. W kantonie znajduje się biała dłoń i łuk z pięcioramiennych gwiazd tego samego koloru, na czerwonym tle.     |
| Cypr Północny              |      | Flaga Cypru Północnego to biały prostokąt. Na górze i na dole znajdują się czerwone paski, a na środku – półksiężyc i gwiazda tego samego koloru. |
| Kosowo                     |      | Flaga Kosowa została przyjęta 17 lutego 2008 roku. Jest to niebieski prostokąt o proporcjach 2:3, na środku znajduje się złota (żółta) sylwetka Kosowa, a nad nią – łuk ułożony z sześciu białych gwiazd.                                                                                      |
| Naddniestrze               |      | Flaga Naddniestrza to prostokąt podzielony na trzy poziome pasy: czerwony, zielony i czerwony. W lewym górnym rogu znajdują się złote sierp i młot. |
| Osetia Południowa          |      | Flaga Osetii Południowej to prostokąt o proporcjach 1:2, podzielony na trzy poziome pasy: biały, czerwony i żółty. |
| Palestyna                  |      | Flaga Palestyny 1 grudnia 1964 roku. Jest to prostokąt o proporcjach 1:2, złożony z trzech poziomych pasów, czarnego, białego i zielonego oraz położonego przy drzewcu czerwonego trójkąta. |
| Sahara Zachodnia           |      | Flaga Sahary Zachodniej została przyjęta 27 lutego 1976 roku. Jest to prostokąt o proporcjach 1:2, złożony z trzech poziomych pasów: czarnego, białego i zielonego oraz położonego przy drzewcu czerwonego trójkąta. W części centralnej znajdują się, również czerwone, półksiężyc i gwiazda. |
| Somaliland                 |      | Flaga Somalilandu to prostokąt podzielony na trzy poziome pasy: zielony, biały i czerwony. Na środku znajduje się czarna gwiazda, natomiast na zielonym – pasie biały arabski napis. |
| Tajwan (Republika Chińska) |      | Flaga Tajwanu została przyjęta 28 października 1928. Jest to czerwony prostokąt o proporcjach 2:3; w kantonie znajduje się słońce z dwunastoma trójkątnymi promieniami na niebieskim tle. |